# Открытый чемпионат Сингапура по теннису
Singapore Classic (англ. WTA Singapore Open; также известен под названиями: 1994 год Singapore Classic, 1989 по 1990 год DHL Open, с 1986 по 1988 год Carslberg Singapore Women’s Open — профессиональный женский теннисный турнир, проходивший под эгидой WTA и Индонезийской теннисной ассоциацией в Каланге между 1986 и 1994 годом и возобновленный с 2025 года.
Соревнование играется на крытых кортах с хардовым покрытием. Турнир относится к категории WTA 250 с призовым фондом около 275 тысяч долларов и турнирной сеткой, рассчитанной на 32 участницы в одиночном разряде и 16 пар.

## Общая информация
Профессиональный женский тур пришёл в Сингапур в 1986 году, когда WTA в рамках расширения географии своих турниров договорилась с местными организаторами о создании в Каланг небольшого зального соревнования. Первый приз был проведён достаточно успешно и на следующий год, в рамках переформатирования календаря, WTA создала апрельскую серию соревнований на открытых хардовых кортах в Восточной Азии и, наряду с соревнованиями в Токио и Тайбэе, включила туда и сингапурский приз.
На новом месте турнир продержался до 1991 года, когда после ухода титульного спонсора сингапурцы были вынуждены отказаться от лицензии турнира WTA в пользу группы инвесторов из Паттайи.
После небольшой паузы — в 1994 году — профессиональный тур вернулся в Каланг: финансовые проблемы у организаторов соревнования в Куала-Лумпуре вынудили ассоциацию спешно искать ему замену и сингапурцы оказались наиболее сговорчивы, выкупив единичное право провести у себя турнир.
Элитный женский профессиональный тур затем надолго ушёл из Каланга и только к 2010 году местные власти стали проявлять к нему больший интерес, когда в рамках подготовки к Юношеской Олимпиаде был реконструирован местный Kallang Tennis Centre, были проведены два показательных турнира, а также было объявлено о желании принимать у себя Итоговый чемпионат WTA.
В 2025 году спустя 31 год от последнего розыгрыша турнир был возобновлен

### Победители и финалисты
Одиночный турнир покорился более одного раза лишь одной теннисистке: японка Наоко Савамацу выиграла турниры в 1990-м и 1994-м годах.
В парном разряде наиболее успешные спортсменки также завоевали по два приза: американка Анна Мария Фернандес и новозеландка Джулия Ричардсон не знали себе равных на двух дебютных призах.
Турнир-1988 стал единственным, где в финале играли теннисистки из СССР или постсоветского пространства: Лейла Месхи дошла до титульного матча одиночного турнира, а в парном разряде советские теннисистки и вовсе, единственный раз в истории приза, разыграли мононациональный финал.
Также дополнительно известен и турнир-1989: победившая там новозеландка Белинда Кордуэлл далее более двадцати лет удерживала за собой титул последней представительницы своей страны, побеждавшей на одиночных соревнованиях WTA, пока в феврале 2013 года Марина Эракович наконец не победила в Мемфисе.

## Финалы турнира
| Год                          | Чемпионка          | Финалистка      | Счёт финала    |
| ---------------------------- | ------------------ | --------------- | -------------- |
| Открытый чемпионат Сингапура |                    |                 |                |
| 2025                         | Элизе Мертенс      | Энн Ли          | 6–1 6–4        |
| 1995—2024                    | Не проводился      | Не проводился   | Не проводился  |
| Singapore Classic            |                    |                 |                |
| 1994                         | Наоко Савамацу (2) | Флоренсия Лабат | 7-5 7-5        |
| DHL Open                     |                    |                 |                |
| 1990                         | Наоко Савамацу     | Сара Лузмор     | 7-6(5) 3-6 6-4 |
| 1989                         | Белинда Кордуэлл   | Акико Кидзимута | 6-1 6-0        |
| Открытый чемпионат Сингапура |                    |                 |                |
| 1988                         | Моника Джавер      | Лейла Месхи     | 7-6(3) 6-3     |
| 1987                         | Энн Минтер         | Барбара Геркен  | 6-4 6-1        |
| 1986                         | Джиджи Фернандес   | Мерседес Пас    | 6-4 2-6 6-4    |

| Год       | Чемпионки                                     | Финалистки                      | Счёт финала    |
| --------- | --------------------------------------------- | ------------------------------- | -------------- |
| 2025      | Дезире Кравчик Гильяна Ольмос                 | Ван Синьюй Чжэн Сайсай          | 7-5 6-0        |
| 1995—2024 | Не проводился                                 | Не проводился                   | Не проводился  |
| 1994      | Мередит Макграт Патти Фендик                  | Николь Арендт Кристин Редфорд   | 6-4 6-1        |
| 1990      | Джо Дьюри Джилл Хетерингтон                   | Паскаль Паради Катрин Сюир      | 6-4 6-1        |
| 1989      | Белинда Кордуэлл Элизабет Смайли              | Энн Хенрикссон Бет Херр         | 6-7(8) 6-2 6-1 |
| 1988      | Наталья Быкова Наталья Медведева              | Лейла Месхи Светлана Пархоменко | 7-6(4) 6-3     |
| 1987      | Джулия Ричардсон (2) Анна Мария Фернандес (2) | Барбара Геркен Хитер Ладлофф    | 6-1 6-4        |
| 1986      | Джулия Ричардсон Анна Мария Фернандес         | Сэнди Коллинз Шэрон Уолш        | 6-3 6-2        |